# Azúcar Moreno
Azúcar Moreno è un duo musicale composto dalle due sorelle spagnole, Toñi e Encarna Salazar nate entrambe a Badajoz e discendenti di una famiglia di musicisti.
Il loro primo disco uscito nel 1984 si intitola Con la miel en los labios, seguito nel 1986 da Estimúlame. Nel 1988 è la volta di Carne de melocotón.
Nel 1990 hanno rappresentato la Spagna all'Eurovision Song Contest a Zagabria. Il quinto posto della loro canzone Bandido ha lanciato le due sorelle nell'olimpo musicale spagnolo e internazionale. Durante tutti gli anni novanta hanno continuato a produrre successi.
Nel dicembre 2021 sono state confermate fra i quattordici partecipanti al Benidorm Fest 2022, evento che ha selezionato il rappresentante della Spagna all'Eurovision Song Contest, dove hanno presentato il loro singolo Postureo, senza però superare le semifinali.